# Robert Kraft
Robert Paul "Bob" Kraft (Seattle, 16 de junho de 1927 — Dominican Hospital, 26 de maio de 2015) foi um astrônomo estadunidense.

## Condecorações
- Prêmio de Astronomia Helen B. Warner (1962)
- Henry Norris Russell Lectureship (1995)
- Medalha Bruce (2005)[1]
- Academia Nacional de Ciências dos Estados Unidos

## Epônimos
- Asteroide 3712 Kraft